# Altjeßnitz
Altjeßnitz er en kommune i Landkreis Anhalt-Bitterfeld i den sydøstlige del af den tyske delstat Sachsen-Anhalt.

## Geografi
Altjeßnitz ligger ved floden Mulde ca. 10 km nord for Bitterfeld-Wolfen og 20 km syd for Dessau-Roßlau.

### Labyrinten
Altjeßnitz er især kendt for den store labyrinthave i barokstil.
Den ligger i parken til det tidligere Altjeßnit Slot, der blev opført i 1699, men nedrevet i 1975 efter at have ligget hen siden en brand i 1940erne, hvor det meste blev ødelagt.
Den blev anlagt i midten af det 18. århundrede på foranledning af Leopold Nicolas Freiherr von Ende , med et areal på 2.600 m² og er dermed den største bevarede hæklabyrint i Tyskland. Trods små ændringer har den bevaret sin oprindelige karakter og består af 2 meter høje bøgehække. Der er indgang og udgang samme sted ved en statue af den romerske gudinde for landbrug Ceres; i centrum er der et udsigtstårn, så man kan få et overblik. Det oprindelige udkast til labyrinten stammer fra en landpræst fra Thüringen, Johann Peschel.
Den korteste vej til centrum er omkring 400 m, men der er omkring 250 forskellige muligheder for at nå målet, og samlet er alle stierne 1230 m. Labyrinten er fredet og blev restaureret i 2005 .